# Kururumany
Kururumany (Kururumanni, Kururumanny, Kororomanna, Korroromana), Kururumany je bio kulturni heroj južnoameričkih plemena Warao i Arawak. Malo je legendi o Kururumanyju preživjelo, ali vjeruje se da je on stvoritelj prvih ljudi.